# Golden Globe Award/Bester Hauptdarsteller – Drama
Gewinner und Nominierte für den Golden Globe Award in der Kategorie Bester Hauptdarsteller – Drama (seit 2005 Best Performance by an Actor in a Motion Picture – Drama), die die herausragendsten Schauspielleistungen des vergangenen Kalenderjahres prämiert. Die Kategorie wurde im Jahr 1951 ins Leben gerufen. Von 1944 bis 1950 vergab die Hollywood Foreign Press Association (HFPA) einen Darstellerpreis (Best Actor in a Motion Picture) ohne Unterteilung nach Filmgenre.
55 Mal wurde der beste Drama-Darsteller später mit dem Oscar ausgezeichnet, zuletzt 2025 geschehen, mit der Preisvergabe an Adrien Brody (Der Brutalist). 1954, 1960, 1966 und 1999 fand die preisgekrönte Filmrolle keine Berücksichtigung für den Oscar. 2007 wurde dem US-Amerikaner Leonardo DiCaprio (Blood Diamond, Departed – Unter Feinden) die seltene Ehre zuteil, in einem Jahr für zwei unterschiedliche Rollen nominiert zu werden.
53 Mal konnten US-amerikanische Schauspieler den Darstellerpreis erringen (darunter in die USA emigrierte Akteure wie der Ungar Paul Lukas), gefolgt von ihren Kollegen aus Großbritannien (17 Siege) und Irland (5 Siege). Als einziger Schauspieler aus dem deutschsprachigen Raum konnte Maximilian Schell den Preis 1962 für seine Leistung in der Hollywood-Produktion Urteil von Nürnberg erringen, für die er später auch den Academy Award gewann. Vergeblich konkurrierte er 1976 mit The Man in the Glass Booth, während sich Oskar Werner 1966 für das englischsprachige Drama Das Narrenschiff in die Nominiertenliste einreihen konnte. Die einzigen Nominierungen für nicht-englischsprachige Rollen errangen 1978 Marcello Mastroianni für die italienische Produktion Ein besonderer Tag, 2005 Javier Bardem für den spanischen Film Das Meer in mir und 2020 Antonio Banderas für den spanischen Film Leid und Herrlichkeit.
Peter O’Toole, Dustin Hoffman, Jack Nicholson, Tom Hanks, Tom Cruise, Jim Carrey, Gene Hackman, George Clooney, Leonardo DiCaprio und Joaquin Phoenix sind die einzigen Schauspieler, welche einen Golden Globe als jeweils Bester Hauptdarsteller – Drama und Bester Hauptdarsteller – Komödie oder Musical gewonnen haben.
Postume Auszeichnungen und Nominierungen wurden 1956 James Dean, 1968 Spencer Tracy (Rat mal, wer zum Essen kommt), 1977 Peter Finch (Network) und 2021 Chadwick Boseman (Ma Rainey’s Black Bottom) zuteil.
| Statistik                          | Name           | Anzahl | Jahr                                                         |
| ---------------------------------- | -------------- | ------ | ------------------------------------------------------------ |
| Häufigste Auszeichnungen           | Tom Hanks      | 3      | 1994, 1995, 2001                                             |
| Häufigste Auszeichnungen           | Jack Nicholson | 3      | 1975, 1976, 2003                                             |
| Häufigste Nominierungen (* = Sieg) | Al Pacino      | 10     | 1973, 1974*, 1975, 1976, 1978, 1980, 1984, 1990, 1991, 1993* |
| Häufigste Nominierungen ohne Sieg  | Paul Newman    | 7      | 1962, 1963, 1964, 1968, 1983, 1987, 1995                     |

Die unten aufgeführten Filme werden mit ihrem deutschen Verleihtitel (sofern ermittelbar) angegeben, danach folgt in Klammern in kursiver Schrift der fremdsprachige Originaltitel. Die Nennung des Originaltitels entfällt, wenn deutscher und fremdsprachiger Filmtitel identisch sind. Die Gewinner stehen hervorgehoben an erster Stelle. Mit einem * gekennzeichnet sind Schauspieler, die später den Oscar für die Beste Hauptrolle des Jahres gewannen.

## 1940er Jahre
1944
Paul Lukas* – Watch on the Rhine

1945
Alexander Knox – Wilson

1946
Ray Milland* – Das verlorene Wochenende (The Lost Weekend)

1947
Gregory Peck – Die Wildnis ruft (The Yearling)

1948
Ronald Colman* – Ein Doppelleben (A Double Life)

1949
Laurence Olivier* – Hamlet

## 1950er Jahre
1950
Broderick Crawford* – Der Mann, der herrschen wollte (All the King’s Men)
- Richard Todd – Gezählte Stunden (The Hasty Heart)

1951
José Ferrer* – Der letzte Musketier (Cyrano de Bergerac)
- Louis Calhern – The Magnificent Yankee
- James Stewart – Mein Freund Harvey (Harvey)

1952
Fredric March – Der Tod eines Handlungsreisenden (Death of a Salesman)
- Kirk Douglas – Polizeirevier 21 (Detective Story)
- Arthur Kennedy – Sieg über das Dunkel (Bright Victory)

1953
Gary Cooper* – Zwölf Uhr mittags (High Noon)
- Charles Boyer – Mein Sohn entdeckt die Liebe (The Happy Time)
- Ray Milland – Ich bin ein Atomspion (The Thief)

1954
Spencer Tracy – Theaterfieber (The Actress)

1955
Marlon Brando* – Die Faust im Nacken (On the Waterfront)

1956
Ernest Borgnine* – Marty

James Dean (posthume Ehrung, ohne Angabe eines Filmtitels)

1957
Kirk Douglas – Vincent van Gogh – Ein Leben in Leidenschaft (Lust for Life)
- Gary Cooper – Lockende Versuchung (Friendly Persuasion)
- Charlton Heston – Die zehn Gebote (The Ten Commandments)
- Burt Lancaster – Der Regenmacher (The Rainmaker)
- Karl Malden – Baby Doll – Begehre nicht des anderen Weib (Baby Doll)

1958
Alec Guinness* – Die Brücke am Kwai (The Bridge on the River Kwai)
- Marlon Brando – Sayonara
- Henry Fonda – Die zwölf Geschworenen (12 Angry Men)
- Anthony Franciosa – Giftiger Schnee (A Hatful of Rain)
- Charles Laughton – Zeugin der Anklage (Witness for the Prosecution)

1959
David Niven* – Getrennt von Tisch und Bett (Separate Tables)
- Tony Curtis – Flucht in Ketten (The Defiant Ones)
- Robert Donat – Die Herberge zur 6. Glückseligkeit (The Inn of the Sixth Happiness)
- Sidney Poitier – Flucht in Ketten (The Defiant Ones)
- Spencer Tracy – Der alte Mann und das Meer (The Old Man and the Sea)

## 1960er Jahre
1960
Anthony Franciosa – Viele sind berufen (Career)
- Richard Burton – Blick zurück im Zorn (Look Back in Anger)
- Charlton Heston* – Ben Hur (Ben-Hur)
- Fredric March – Mitten in der Nacht (Middle of the Night)
- Joseph Schildkraut – Das Tagebuch der Anne Frank (The Diary of Anne Frank)

1961
Burt Lancaster* – Elmer Gantry
- Trevor Howard – Söhne und Liebhaber (Sons and Lovers)
- Laurence Olivier – Spartacus
- Dean Stockwell – Söhne und Liebhaber (Sons and Lovers)
- Spencer Tracy – Wer den Wind sät (Inherit the Wind)

1962
Maximilian Schell* – Urteil von Nürnberg (Judgment at Nuremberg)
- Warren Beatty – Fieber im Blut (Splendor in the Grass)
- Maurice Chevalier – Fanny
- Paul Newman – Haie der Großstadt (The Hustler)
- Sidney Poitier – Ein Fleck in der Sonne (A Raisin in the Sun)

1963
Gregory Peck* – Wer die Nachtigall stört (To Kill a Mockingbird)
- Bobby Darin – Pressure Point
- Jackie Gleason – Gigot, der Stumme vom Montmartre (Gigot)
- Laurence Harvey – Die Wunderwelt der Gebrüder Grimm (The Wonderful World of the Brothers Grimm)
- Burt Lancaster – Der Gefangene von Alcatraz (Birdman of Alcatraz)
- Jack Lemmon – Die Tage des Weines und der Rosen (Days of Wine and Roses)
- James Mason – Lolita
- Paul Newman – Süßer Vogel Jugend (Sweet Bird of Youth)
- Peter O’Toole – Lawrence von Arabien (Lawrence of Arabia)
- Anthony Quinn – Lawrence von Arabien (Lawrence of Arabia)

1964
Sidney Poitier* – Lilien auf dem Felde (Lilies of the Field)
- Marlon Brando – Der häßliche Amerikaner (The Ugly American)
- Stathis Giallelis – Die Unbezwingbaren (America, America)
- Rex Harrison – Cleopatra
- Steve McQueen – Verliebt in einen Fremden (Love with the Proper Stranger)
- Paul Newman – Der Wildeste unter Tausend (Hud)
- Gregory Peck – Captain Newman (Captain Newman, M.D.)
- Tom Tryon – Der Kardinal (The Cardinal)

1965
Peter O’Toole – Becket
- Richard Burton – Becket
- Anthony Franciosa – Rio Conchos
- Fredric March – Sieben Tage im Mai (Seven Days in May)
- Anthony Quinn – Alexis Sorbas (Alexis Zorbas)

1966
Omar Sharif – Doktor Schiwago (Doctor Zhivago)
- Rex Harrison – Michelangelo – Inferno und Ekstase (The Agony and the Ecstasy)
- Sidney Poitier – Träumende Lippen (A Patch of Blue)
- Rod Steiger – Der Pfandleiher (The Pawnbroker)
- Oskar Werner – Das Narrenschiff (Ship of Fools)

1967
Paul Scofield* – Ein Mann zu jeder Jahreszeit (A Man for All Seasons)
- Richard Burton – Wer hat Angst vor Virginia Woolf? (Who’s Afraid of Virginia Woolf?)
- Michael Caine – Der Verführer läßt schön grüßen (Alfie)
- Steve McQueen – Kanonenboot am Yangtse-Kiang (The Sand Pebbles)
- Max von Sydow – Hawaii

1968
Rod Steiger* – In der Hitze der Nacht (In the Heat of the Night)
- Alan Bates – Die Herrin von Thornhill (Far from the Madding Crowd)
- Warren Beatty – Bonnie und Clyde (Bonnie and Clyde)
- Paul Newman – Der Unbeugsame (Cool Hand Luke)
- Spencer Tracy – Rat mal, wer zum Essen kommt (Guess Who’s Coming to Dinner)

1969
Peter O’Toole – Der Löwe im Winter (The Lion in Winter)
- Alan Arkin – Das Herz ist ein einsamer Jäger (The Heart Is a Lonely Hunter)
- Alan Bates – Ein Mann wie Hiob (The Fixer)
- Tony Curtis – Der Frauenmörder von Boston (The Boston Strangler)
- Cliff Robertson* – Charly

## 1970er Jahre
1970
John Wayne* – Der Marshal (True Grit)
- Alan Arkin – Popi
- Richard Burton – Königin für tausend Tage (Anne of the Thousand Days)
- Dustin Hoffman – Asphalt-Cowboy (Midnight Cowboy)
- Jon Voight – Asphalt-Cowboy (Midnight Cowboy)

1971
George C. Scott* – Patton – Rebell in Uniform (Patton)
- Melvyn Douglas – Kein Lied für meinen Vater (I Never Sang for My Father)
- James Earl Jones – Die große weiße Hoffnung (The Great White Hope)
- Jack Nicholson – Five Easy Pieces – Ein Mann sucht sich selbst (Five Easy Pieces)
- Ryan O’Neal – Love Story

1972
Gene Hackman* – Brennpunkt Brooklyn (French Connection)
- Peter Finch – Sunday, Bloody Sunday (Sunday Bloody Sunday)
- Malcolm McDowell – Uhrwerk Orange (A Clockwork Orange)
- Jack Nicholson – Die Kunst zu lieben (Carnal Knowledge)
- George C. Scott – Hospital (The Hospital)

1973
Marlon Brando* – Der Pate (The Godfather)
- Michael Caine – Mord mit kleinen Fehlern (Sleuth)
- Al Pacino – Der Pate (The Godfather)
- Laurence Olivier – Mord mit kleinen Fehlern (Sleuth)
- Jon Voight – Beim Sterben ist jeder der Erste (Deliverance)

1974
Al Pacino – Serpico
- Robert Blake – Harley Davidson 344 (Electra Glide in Blue)
- Jack Lemmon* – Save the Tiger
- Steve McQueen – Papillon
- Jack Nicholson – Das letzte Kommando (The Last Detail)

1975
Jack Nicholson – Chinatown
- James Caan – Spieler ohne Skrupel (The Gambler)
- Gene Hackman – Der Dialog (The Conversation)
- Dustin Hoffman – Lenny
- Al Pacino – Der Pate – Teil II (The Godfather Part II)

1976
Jack Nicholson* – Einer flog über das Kuckucksnest (One Flew Over the Cuckoo’s Nest)
- Gene Hackman – French Connection II
- Al Pacino – Hundstage (Dog Day Afternoon)
- Maximilian Schell – The Man in the Glass Booth
- James Whitmore – Give ’em Hell, Harry!

1977
Peter Finch* – Network
- David Carradine – Dieses Land ist mein Land (Bound for Glory)
- Robert De Niro – Taxi Driver
- Dustin Hoffman – Der Marathon-Mann (Marathon Man)
- Sylvester Stallone – Rocky

1978
Richard Burton – Equus – Blinde Pferde (Equus)
- Marcello Mastroianni – Ein besonderer Tag (Una giornata particolare)
- Al Pacino – Bobby Deerfield
- Gregory Peck – MacArthur – Held des Pazifik (MacArthur)
- Henry Winkler – Helden von heute (Heroes)

1979
Jon Voight* – Coming Home – Sie kehren heim (Coming Home)
- Brad Davis – 12 Uhr nachts – Midnight Express (Midnight Express)
- Robert De Niro – Die durch die Hölle gehen (The Deer Hunter)
- Anthony Hopkins – Magic – Eine unheimliche Liebesgeschichte (Magic)
- Gregory Peck – The Boys from Brazil

## 1980er Jahre
1980
Dustin Hoffman* – Kramer gegen Kramer (Kramer vs. Kramer)
- Jack Lemmon – Das China-Syndrom (The China Syndrome)
- Al Pacino – … und Gerechtigkeit für alle (…And Justice for All.)
- Jon Voight – Der Champ (The Champ)
- James Woods – Mord im Zwiebelfeld (The Onion Field)

1981
Robert De Niro* – Wie ein wilder Stier (Raging Bull)
- John Hurt – Der Elefantenmensch (The Elephant Man)
- Jack Lemmon – Ein Sommer in Manhattan (Tribute)
- Peter O’Toole – Der lange Tod des Stuntman Cameron (The Stunt Man)
- Donald Sutherland – Eine ganz normale Familie (Ordinary People)

1982
Henry Fonda* – Am goldenen See (On Golden Pond)
- Warren Beatty – Reds
- Timothy Hutton – Die Kadetten von Bunker Hill (Taps)
- Burt Lancaster – Atlantic City, USA (Atlantic City)
- Treat Williams – Prince of the City

1983
Ben Kingsley* – Gandhi
- Albert Finney – Du oder beide (Shoot the Moon)
- Richard Gere – Ein Offizier und Gentleman (An Officer and a Gentleman)
- Jack Lemmon – Vermißt (Missing)
- Paul Newman – The Verdict – Die Wahrheit und nichts als die Wahrheit (The Verdict)

1984
Tom Courtenay – Ein ungleiches Paar (The Dresser)

Robert Duvall* – Comeback der Liebe (Tender Mercies)
- Tom Conti – Ruben, Ruben (Reuben, Reuben)
- Richard Farnsworth – Der Fuchs (The Grey Fox)
- Albert Finney – Ein ungleiches Paar (The Dresser)
- Al Pacino – Al Pacino – Scarface (Scarface)
- Eric Roberts – Star 80

1985
F. Murray Abraham* – Amadeus
- Jeff Bridges – Starman
- Albert Finney – Unter dem Vulkan (Under the Volcano)
- Tom Hulce – Amadeus
- Sam Waterston – The Killing Fields – Schreiendes Land (The Killing Fields)

1986
Jon Voight – Expreß in die Hölle (Runaway Train)
- Harrison Ford – Der einzige Zeuge (Witness)
- Gene Hackman – Zweimal im Leben (Twice in a Lifetime)
- William Hurt* – Kuß der Spinnenfrau (Kiss of the Spider Woman)
- Raúl Juliá – Kuß der Spinnenfrau (Kiss of the Spider Woman)

1987
Bob Hoskins – Mona Lisa
- Harrison Ford – Mosquito Coast (The Mosquito Coast)
- Dexter Gordon – Um Mitternacht (Round Midnight)
- William Hurt – Gottes vergessene Kinder (Children of a Lesser God)
- Jeremy Irons – Mission (The Mission)
- Paul Newman* – Die Farbe des Geldes (The Color of Money)

1988
Michael Douglas* – Wall Street
- John Lone – Der letzte Kaiser (The Last Emperor)
- Jack Nicholson – Wolfsmilch (Ironweed)
- Nick Nolte – Der stählerne Vorhang (Weeds)
- Denzel Washington – Schrei nach Freiheit (Cry Freedom)

1989
Dustin Hoffman* – Rain Man
- Gene Hackman – Mississippi Burning – Die Wurzel des Hasses (Mississippi Burning)
- Tom Hulce – Dominick & Eugene (Dominick and Eugene)
- Edward James Olmos – Stand and Deliver
- Forest Whitaker – Bird

## 1990er Jahre
1990
Tom Cruise – Geboren am 4. Juli (Born on the Fourth of July)
- Daniel Day-Lewis* – Mein linker Fuß (My Left Foot)
- Jack Lemmon – Dad
- Al Pacino – Sea of Love – Melodie des Todes (Sea of Love)
- Robin Williams – Der Club der toten Dichter (Dead Poets Society)

1991
Jeremy Irons* – Die Affäre der Sunny von B. (Reversal of Fortune)
- Kevin Costner – Der mit dem Wolf tanzt (Dances with Wolves)
- Richard Harris – Das Feld (The Field)
- Al Pacino – Der Pate III (The Godfather Part III)
- Robin Williams – Zeit des Erwachens (Awakenings)

1992
Nick Nolte – Herr der Gezeiten (The Prince of Tides)
- Warren Beatty – Bugsy
- Kevin Costner – JFK – Tatort Dallas (JFK)
- Robert De Niro – Kap der Angst (Cape Fear)
- Anthony Hopkins* – Das Schweigen der Lämmer (The Silence of the Lambs)

1993
Al Pacino* – Der Duft der Frauen (Scent of a Woman)
- Robert Downey Jr. – Chaplin
- Tom Cruise – Eine Frage der Ehre (A Few Good Men)
- Jack Nicholson – Jimmy Hoffa (Hoffa)
- Denzel Washington – Malcolm X

1994
Tom Hanks* – Philadelphia
- Daniel Day-Lewis – Im Namen des Vaters (In the Name of the Father)
- Harrison Ford – Auf der Flucht (The Fugitive)
- Anthony Hopkins – Was vom Tage übrig blieb (The Remains of the Day)
- Liam Neeson – Schindlers Liste (Schindler’s List)

1995
Tom Hanks* – Forrest Gump
- Morgan Freeman – Die Verurteilten (The Shawshank Redemption)
- Paul Newman – Nobody’s Fool – Auf Dauer unwiderstehlich (Nobody’s Fool)
- Brad Pitt – Legenden der Leidenschaft (Legends of the Fall)
- John Travolta – Pulp Fiction

1996
Nicolas Cage* – Leaving Las Vegas
- Richard Dreyfuss – Mr. Holland’s Opus
- Anthony Hopkins – Nixon
- Ian McKellen – Richard III. (Richard III)
- Sean Penn – Dead Man Walking – Sein letzter Gang (Dead Man Walking)

1997
Geoffrey Rush* – Shine – Der Weg ins Licht (Shine)
- Ralph Fiennes – Der englische Patient (The English Patient)
- Mel Gibson – Kopfgeld – Einer wird bezahlen (Ransom)
- Woody Harrelson – Larry Flynt – Die nackte Wahrheit (The People vs. Larry Flynt)
- Liam Neeson – Michael Collins

1998
Peter Fonda – Ulee’s Gold
- Matt Damon – Good Will Hunting
- Daniel Day-Lewis – Der Boxer (The Boxer)
- Leonardo DiCaprio – Titanic
- Djimon Hounsou – Amistad

1999
Jim Carrey – Die Truman Show (The Truman Show)
- Stephen Fry – Oscar Wilde (Wilde)
- Tom Hanks – Der Soldat James Ryan (Saving Private Ryan)
- Ian McKellen – Gods and Monsters
- Nick Nolte – Der Gejagte (The Affliction)

## 2000er Jahre
2000
Denzel Washington – Hurricane (The Hurricane)
- Russell Crowe – Insider (The Insider)
- Matt Damon – Der talentierte Mr. Ripley (The Talented Mr. Ripley)
- Richard Farnsworth – Eine wahre Geschichte – The Straight Story (The Straight Story)
- Kevin Spacey* – American Beauty

2001
Tom Hanks – Cast Away – Verschollen (Cast Away)
- Javier Bardem – Bevor es Nacht wird (Before Night Falls)
- Russell Crowe* – Gladiator
- Michael Douglas – Die WonderBoys (Wonder Boys)
- Geoffrey Rush – Quills – Macht der Besessenheit (Quills)

2002
Russell Crowe – A Beautiful Mind – Genie und Wahnsinn (A Beautiful Mind)
- Will Smith – Ali
- Kevin Spacey – Schiffsmeldungen (The Shipping News)
- Billy Bob Thornton – The Man Who Wasn’t There
- Denzel Washington* – Training Day

2003
Jack Nicholson – About Schmidt
- Adrien Brody* – Der Pianist (The Pianist)
- Michael Caine – Der stille Amerikaner (The Quiet American)
- Daniel Day-Lewis – Gangs of New York
- Leonardo DiCaprio – Catch Me If You Can

2004
Sean Penn* – Mystic River
- Russell Crowe – Master and Commander – Bis ans Ende der Welt (Master and Commander: The Far Side of the World)
- Tom Cruise – Last Samurai (The Last Samurai)
- Ben Kingsley – Haus aus Sand und Nebel (House of Sand and Fog)
- Jude Law – Unterwegs nach Cold Mountain (Cold Mountain)

2005
Leonardo DiCaprio – Aviator (The Aviator)
- Javier Bardem – Das Meer in mir (Mar adentro)
- Don Cheadle – Hotel Ruanda (Hotel Rwanda)
- Johnny Depp – Wenn Träume fliegen lernen (Finding Neverland)
- Liam Neeson – Kinsey – Die Wahrheit über Sex (Kinsey)

2006
Philip Seymour Hoffman* – Capote
- Russell Crowe – Das Comeback (Cinderella Man)
- Terrence Howard – Hustle & Flow
- Heath Ledger – Brokeback Mountain
- David Strathairn – Good Night, and Good Luck (Good Night, and Good Luck.)

2007
Forest Whitaker* – Der letzte König von Schottland – In den Fängen der Macht (The Last King of Scotland)
- Leonardo DiCaprio – Blood Diamond
- Leonardo DiCaprio – Departed – Unter Feinden (The Departed)
- Peter O’Toole – Venus
- Will Smith – Das Streben nach Glück (The Pursuit of Happyness)

2008
Daniel Day-Lewis* – There Will Be Blood
- George Clooney – Michael Clayton
- James McAvoy – Abbitte (Atonement)
- Viggo Mortensen – Tödliche Versprechen – Eastern Promises (Eastern Promises)
- Denzel Washington – American Gangster

2009
Mickey Rourke – The Wrestler – Ruhm, Liebe, Schmerz (The Wrestler)
- Leonardo DiCaprio – Zeiten des Aufruhrs (Revolutionary Road)
- Frank Langella – Frost/Nixon
- Sean Penn* – Milk
- Brad Pitt – Der seltsame Fall des Benjamin Button (The Curious Case of Benjamin Button)

## 2010er Jahre
2010
Jeff Bridges* – Crazy Heart
- George Clooney – Up in the Air
- Colin Firth – A Single Man
- Morgan Freeman – Invictus – Unbezwungen (Invictus)
- Tobey Maguire – Brothers

2011
Colin Firth* – The King’s Speech
- Jesse Eisenberg – The Social Network
- James Franco – 127 Hours
- Ryan Gosling – Blue Valentine
- Mark Wahlberg – The Fighter

2012
George Clooney – The Descendants – Familie und andere Angelegenheiten (The Descendants)
- Leonardo DiCaprio – J. Edgar
- Michael Fassbender – Shame
- Ryan Gosling – The Ides of March – Tage des Verrats (The Ides of March)
- Brad Pitt – Die Kunst zu gewinnen – Moneyball (Moneyball)

2013
Daniel Day-Lewis* – Lincoln
- Richard Gere – Arbitrage
- John Hawkes – The Sessions – Wenn Worte berühren (The Sessions)
- Joaquin Phoenix – The Master
- Denzel Washington – Flight

2014
Matthew McConaughey* – Dallas Buyers Club
- Chiwetel Ejiofor – 12 Years a Slave
- Idris Elba – Mandela – Der lange Weg zur Freiheit (Mandela: Long Walk to Freedom)
- Tom Hanks – Captain Phillips
- Robert Redford – All Is Lost

2015
Eddie Redmayne* – Die Entdeckung der Unendlichkeit (The Theory of Everything)
- Steve Carell – Foxcatcher
- Benedict Cumberbatch – The Imitation Game – Ein streng geheimes Leben (The Imitation Game)
- Jake Gyllenhaal – Nightcrawler – Jede Nacht hat ihren Preis (Nightcrawler)
- David Oyelowo – Selma

2016
Leonardo DiCaprio* – The Revenant – Der Rückkehrer (The Revenant)
- Bryan Cranston – Trumbo
- Michael Fassbender – Steve Jobs
- Eddie Redmayne – The Danish Girl
- Will Smith – Erschütternde Wahrheit (Concussion)

2017
Casey Affleck* – Manchester by the Sea
- Joel Edgerton – Loving
- Andrew Garfield – Hacksaw Ridge – Die Entscheidung (Hacksaw Ridge)
- Viggo Mortensen – Captain Fantastic – Einmal Wildnis und zurück (Captain Fantastic)
- Denzel Washington – Fences

2018
Gary Oldman* – Die dunkelste Stunde (Darkest Hour)
- Timothée Chalamet – Call Me by Your Name
- Daniel Day-Lewis – Der seidene Faden (Phantom Thread)
- Tom Hanks – Die Verlegerin (The Post)
- Denzel Washington – Roman J. Israel, Esq. – Die Wahrheit und nichts als die Wahrheit (Roman J. Israel, Esq.)

2019
Rami Malek* – Bohemian Rhapsody
- Bradley Cooper – A Star Is Born
- Willem Dafoe – At Eternity’s Gate
- Lucas Hedges – Der verlorene Sohn (Boy Erased)
- John David Washington – BlacKkKlansman

## 2020er Jahre
2020
Joaquin Phoenix* – Joker
- Adam Driver – Marriage Story
- Antonio Banderas – Leid und Herrlichkeit (Dolor y gloria)
- Christian Bale – Le Mans 66 – Gegen jede Chance (Ford v. Ferrari)
- Jonathan Pryce – Die zwei Päpste (The Two Popes)

2021
Chadwick Boseman – Ma Rainey’s Black Bottom
- Riz Ahmed – Sound of Metal
- Anthony Hopkins* – The Father
- Gary Oldman – Mank
- Tahar Rahim – Der Mauretanier (The Mauritanian)

2022
Will Smith* – King Richard
- Mahershala Ali – Schwanengesang (Swan Song)
- Javier Bardem – Being the Ricardos
- Benedict Cumberbatch – The Power of the Dog
- Denzel Washington – Macbeth (The Tragedy of Macbeth)

2023
Austin Butler – Elvis
- Brendan Fraser* – The Whale
- Hugh Jackman – The Son
- Bill Nighy – Living – Einmal wirklich leben (Living)
- Jeremy Pope – The Inspection

2024
Cillian Murphy* – Oppenheimer
- Bradley Cooper – Maestro
- Leonardo DiCaprio – Killers of the Flower Moon
- Colman Domingo – Rustin
- Barry Keoghan – Saltburn
- Andrew Scott – All of Us Strangers

2025
Adrien Brody* – Der Brutalist (The Brutalist)
- Timothée Chalamet – Like A Complete Unknown (A Complete Unknown)
- Daniel Craig – Queer
- Colman Domingo – Sing Sing
- Ralph Fiennes – Konklave (Conclave)
- Sebastian Stan – The Apprentice – The Trump Story (The Apprentice)

* = Schauspieler, die später den Oscar für die Beste Hauptrolle des Jahres gewannen.